# 778

## Evenimente
- 15 august: Bătălia de la Roncevaux. Atac al bascilor asupra armatei lui Carol cel Mare, într-o trecătoare din munții Pirinei, Spania. Victoria a fost de partea bascilor.
- Widukind se întoarce în Saxonia din Danemarca.

## Nașteri
- Al Khwarizmi, matematician și astronom arab (d. 850)
- Louis le Pieux, rege al Aquitaniei (781-813), împărat al Francilor (813 - 840), fiul lui Charlemagne și a lui Hildegarde de Vinzgau (d. 840)

## Decese
- Roland, comandant franc, în lupta de la Roncevaux (n. 736)
- Autpert Ambrose, călugăr francez și scriitor (n. 730)